# کربورو (کارولینای شمالی)
کربورو (به انگلیسی: Carrboro) شهری در ایالت کارولینای شمالی کشور ایالات متحده آمریکا است که جمعیت آن در سرشماری سال ۲۰۱۰ میلادی، ۱۹٬۵۸۲ نفر بوده‌است.